# ۳ سکه طلا
۳ سکه طلا (انگلیسی: 3 Gold Coins) یک فیلم است که در سال ۱۹۲۰ منتشر شد. از بازیگران آن می‌توان به تام میکس و دیک راش اشاره کرد.